# Avtomobil', skripka i sobaka Kjaksa
Avtomobil', skripka i sobaka Kjaksa (Автомобиль, скрипка и собака Клякса) è un film del 1974 diretto da Rolan Antonovič Bykov.

## Trama
Due amici (tuttofare e violinista) amano una ragazza. Ricambia entrambi e suo fratello Kuzja vuole prendere molti gatti e trasformarli in una scimmia.